# Modraszek Rebela
Modraszek Rebela (Phengaris rebeli, syn. Maculinea rebeli) – myrmekofilny gatunek motyla z rodziny modraszkowatych (Lycaenidae). Sytuacja taksonomiczna gatunku nie jest jasna. Ze względu na brak różnic morfologicznych i genetycznych może być traktowany jako forma ekologiczna modraszka alkona. Gąsienice początkowo żerują na kwiatostanach goryczki krzyżowej, następnie kontynuują swój rozwój w gniazdach niektórych gatunków mrówek z rodzaju Myrmica. W Polsce objęty jest częściową ochroną gatunkową, a dawniej podlegał ochronie ścisłej.